# Redbird (album d'Heather Nova)
Pour les articles homonymes, voir Redbird.
Albums de Heather Nova
Storm (album) Redbird (album)
Redbird est le sixième album studio d'Heather Nova, sorti en 2005.

## Liste des pistes
1. Welcome – 4:18 (Campbell, Danny/Nova, Heather/Armstrong, Dido)
2. I Miss My Sky (Amelia Earhart's Last Days) – 5:05 (Heather Nova)
3. Motherland – 4:25 (Heather Nova)
4. Redbird – 4:16 (Heather Nova)
5. Done Drifting – 4:10 (Heather Nova)
6. Overturned – 3:26 (Heather Nova)
7. Mesmerized – 4:14 (Heather Nova)
8. Singing You Through – 4:11 (Heather Nova)
9. A Way To Live – 3:51 (Heather Nova)
10. Wicked Game – 4:51 (Chris Isaak)
11. This Body – 3:47 (Heather Nova)
12. The Sun Will Always Rise – 4:43 (Heather Nova)